# Mandat d'arrêt de la Cour pénale internationale
Pour les autres articles nationaux ou selon les autres juridictions, voir Mandat d'arrêt.
Un mandat d'arrêt de la Cour pénale internationale est une procédure judiciaire émise par la Cour pénale internationale (CPI) visant à arrêter un criminel présumé. Ce type de mandat d'arrêt peut concerner des personnalités politiques d'envergure nationale (ministres, chefs de gouvernements, etc.), voire des chefs d'État, qu'ils soient en fonction ou non.

## Émission
Lorsque la CPI est avisée par le Conseil de sécurité des Nations unies ou un État signataire du Statut de Rome d'une situation pouvant nécessiter son intervention, le procureur de la Cour pénale internationale peut demander l'émission d'un mandat d'arrêt international contre une ou plusieurs personnalités. La requête est transmise à la Chambre préliminaire qui peut accéder ou non à la demande du procureur,. 
Pour prendre sa décision, la Chambre doit d'abord s'assurer que la demande de mandat d'arrêt est recevable et qu'elle a compétence en la matière, avant de vérifier s'il y a « des motifs raisonnables de croire qu’au moins un des crimes relevant de la compétence de la Cour a été commis ». Ensuite, elle se demande si l'individu visé par la demande pourrait raisonnablement être pénalement responsable des crimes imputés. Enfin, la Chambre cherche à savoir si l'émission d'un mandat d'arrêt et donc la potentielle arrestation de la personne visée est nécessaire « pour s'assurer que la personne comparaîtra devant la Cour, qu'elle ne fera pas obstacle au processus d'enquête ou judiciaire ou [...] ne poursuivra pas l'exécution du crime [imputé] ou d'un crime connexe ».

## Exécution du mandat
La Cour pénale internationale ne disposant d'aucune force de police, elle doit s'en remettre à la coopération des États ayant ratifié le Statut de Rome (124 à la date de mai 2024), qui ont l'obligation théorique de procéder à l'arrestation de toute personne faisant l'objet d'un mandat d'arrêt présente sur leur territoire et de les conduire jusqu'à La Haye où se trouvent ses locaux. 
Le juriste David Vachon-Rosenberry soulève le problème du faible taux d'exécution des mandats d'arrêts délivrés, qui « mine le fragile équilibre international entre le droit à la liberté et le devoir de poursuivre les auteurs d'actes criminel ».

## Mandats d'arrêts délivrés
La Cour pénale internationale a délivré des mandats d'arrêts contre des personnalités politiques et militaires, dont des chefs d'État, à l'échelle mondiale, parmi lesquels :
- Omar el-Bechir, ancien président du Soudan, pour « trois chefs d'accusation de génocide, deux chefs d'accusation de crimes de guerre et cinq chefs d'accusation de crimes contre l'humanité »
- Joseph Kony, chef de guerre dirigeant l'Armée de résistance du Seigneur, pour crimes contre l'humanité et crimes de guerre
- Vladimir Poutine, président russe et Maria Lvova-Belova, commissaire russe aux droits de l'enfant, pour la déportation d'enfants ukrainiens lors de l'invasion russe de l'Ukraine